# Абхіджняна-Шакунтала
«Абхіджняна-Шакунтала» (Abhijñānashākuntala IAST, «Визнана за перснем Шакунтала») — відома санскритська п'єса визначного індійського поета і драматурга Калідаси. Являє собою вільний переказ одного з епізодів давньоіндійського епосу «Махабхарати». Протагоністом п'єси є Шакунтала — дочка мудреця Вішвамітри від апсари Менаки.

## Сюжет
Кинута батьками одразу після народження, Шакунтала виросла в ашрамі мудреця Канви і перетворилась на прекрасну скромну дівчину. Одного разу, коли Канва вирушав у паломництво, цар Хастінапури Душьянта під час полювання випадково знаходить ашрам мудреця. Приваблений незвичайною красою Шакунтали, Канва робить освідчується і одружується з нею. Однак невдовзі царські обов'язки звуть Душьянту до Хастінапури. Перед тим як покинути свою дружину, він дає їй свій перстень, за пред'явленням якого в палаці її визнають царською дружиною і приймуть відповідним чином. Незабаром у ашрам прибуває мудрець Дурваса, відомий своїм сердитим характером. Шакунтала не приймає його належним чином і Дурваса проклинає її на те, що її чоловік Душьянта забуде про її існування. Єдине, що здатне нагадати Душьянті про Шакунталу, це перстень, подарований їй раніше.
Шакунтала вирушає до Хастінапури на зустріч зі своїм чоловіком, але під час переправи через річку, впускає перстень у воду. Після прибуття до палацу Душьянта відмовляється визнати в ній свою дружину і Шакунтала повертається в ашрам свого названого батька. Однак незабаром один рибалка знаходить перстень у череві спійманої ним риби. Душьянта розуміє свою помилку, але занадто пізно. Потім Душьянта здобуває перемогу над армією титанів і в нагороду отримує від Індри можливість здійснити подорож райськими планетами. Після повернення на Землю Душьянта випадково зустрічає Шакунталу та її сина і впізнає їх.
В оригінальній версії історії, описаній в «Махабхараті», Шакунтала возз'єднується зі своїм чоловіком тільки після того, як Душьянта знаходить їх сина Бхарату, коли той грає з левами. Бхарат є предком Кауравів і Пандавів, що борються в кривавій Битві на Курукшетрі.

## Переклади
«Абхіджняна-Шакунтала» стала першою індійською драмою, переведеною на європейські мови. Перший переклад англійською («Sacontalá or The Fatal Ring: an Indian drama») був зроблений Вільямом Джонсом в 1789 році. Драма привернула загальну увагу і захоплення читачів, в тому числі Гете і Вільгельма Гумбольдта. Інший відомий переклад п'єси на англійську був зроблений Моньє-Вільямсом у 1855 році. 1792 року у М. М. Карамзін опублікував у «Московському журналі» уривки з «Абхіджняна-Шакунтали», переклавши їх з німецького перекладу Форстера, зробленого з англійського перекладу В. Джонса.
Відтоді з'явилося близько п'яти десятків перекладів майже всіма європейськими мовами і видань оригінальному санскритського тексту, що має кілька рецензій. На індійські мови «Абхіджняна-Шакунтала» також була переведена безліч разів. Наприклад, на малаялам існує 25 різних її перекладів.

## В музиці
У 1921 році у італійський композитор Франко Альфано написав оперу під назвою «La leggenda di Sakùntala» («Легенда про Шакунталу»).